# Eleanor Piggott
Eleanor Alice Mary Piggott (16 de mayo de 1991) es una deportista británica que compitió en remo. Ganó dos medallas en el Campeonato Mundial de Remo, en los años 2015 y 2016, en la prueba de cuatro scull ligero.

## Palmarés internacional
| Campeonato Mundial | Campeonato Mundial      | Campeonato Mundial | Campeonato Mundial  |
| Año                | Lugar                   | Medalla            | Prueba              |
| ------------------ | ----------------------- | ------------------ | ------------------- |
| 2015               | Aiguebelette (Francia)  | Medalla de plata   | Cuatro scull ligero |
| 2016               | Róterdam (Países Bajos) | Medalla de oro     | Cuatro scull ligero |